# Matière volatile en suspension
 (janvier 2017).
Une matière volatile en suspension (MVS, MVES ou VSS) est une fraction organique des MES pouvant être obtenue par différence massique entre un échantillon de MES et les résidus obtenus suivant un passage au four à 550 °C.

## Variantes
Au sein de la catégorie des solides totaux (ST ou TS pour total solids en anglais), on parle aussi parfois de solides volatils désignés par l'acronyme SV (ou VS pour volatile solids en anglais), qui sont les solides présents en suspension dans de l'eau ou dans d'autres liquides (ex. : contenu d'un digesteur d'unité de méthanisation) et qui sont brûlés lors de l'inflammation de ces solides secs à 550 °C. 

## Utilisation
Cet indicateur est notamment utilisé pour certains suivis de qualité de l'eau, dans le traitement de l'eau et des eaux usées (évaluation basée sur la perte au feu de la totalité des solides en suspension).